# PRS Guitars

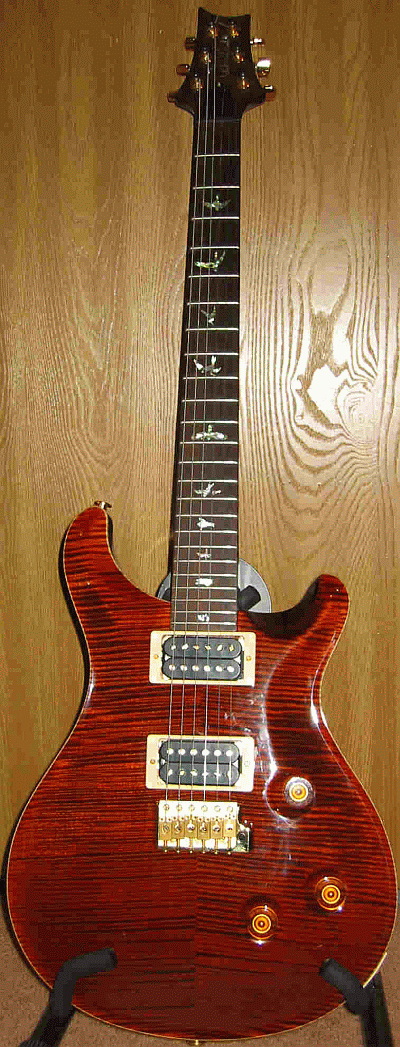
PRS cu24 nejúspěšnější model firmy"

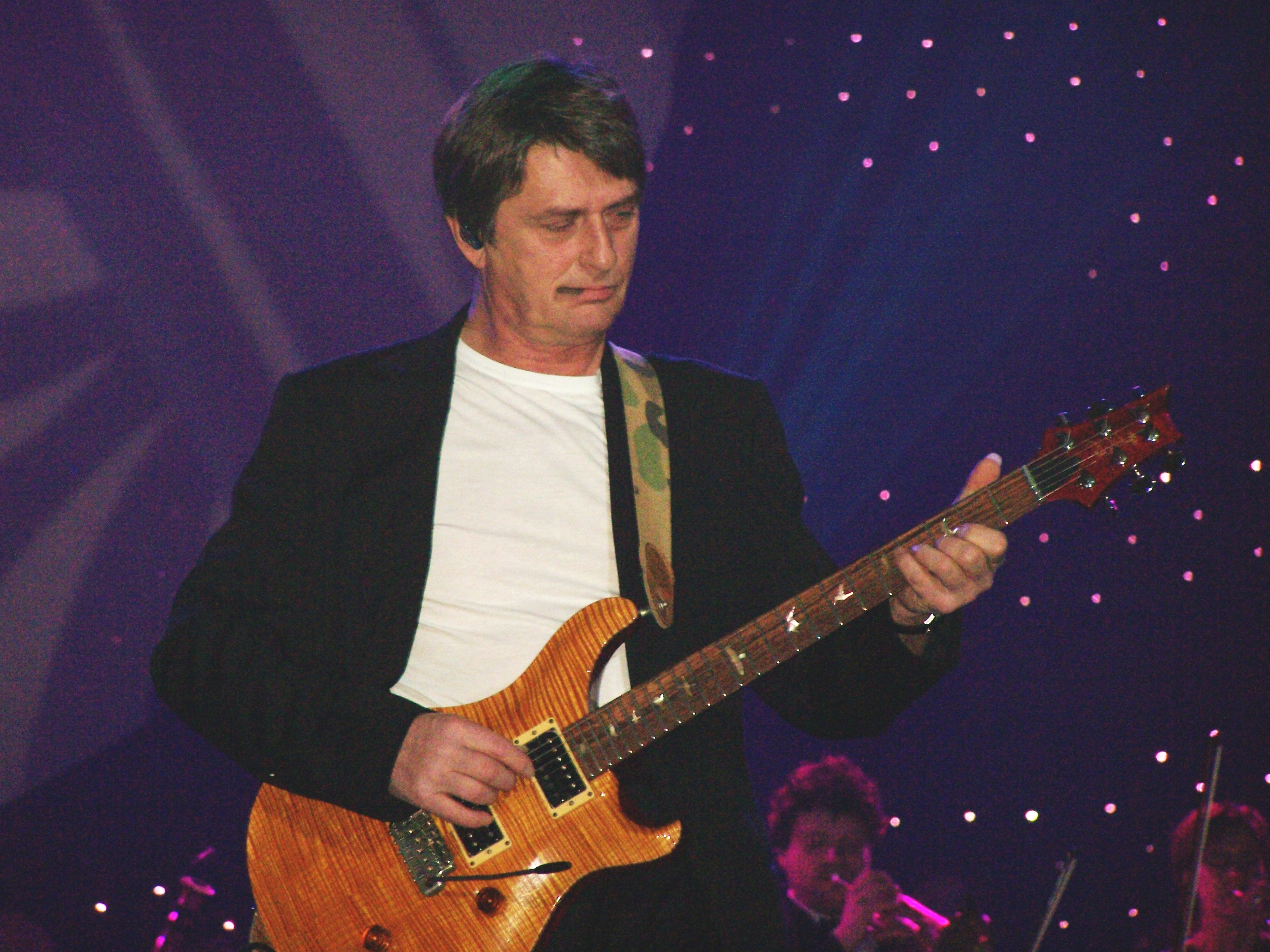
Mike Oldfield se svým Custom 24 v prosinci 2006 na Festhalle ve Frankfurtu nad Mohanem

Paul Reed Smith Guitars je americká firma, výrobce kytar.
Paul Reed Smith je kytarista, který roku 1975 začal spolu s Tomem Wheelerem stavět pro jednoho z nejlepších současných kytaristů na světě (Carlos Santana) elektrickou kytaru přesně na míru. Dodnes na tyto kytary Carlos Santana hraje. Kromě něj na tyto kytary hráli a hrají např. Al DiMeola, Dave Navarro, Mark Tremonti, Paul Allender nebo Howard Leese. Přítelem a mentorem Paula Reeda Smithe byl Ted McCarty, dlouholetý ředitel Gibsonu a konstruktér mnoha modelů Gibsonu včetně modelu Les Paul.
Kytarám PRS se během skoro čtyřicetileté existence podařilo zařadit po bok takových značek, jako jsou Fender, nebo Gibson a v mnohém je i kvalitou překonat. Za vším nejspíš stojí filozofie firmy a snaha o výrobu originálních kytar se specifickým zvukem, zaměřená na 100% kvalitu. O tom, že se to firmě daří, svědčí i žaloba kterou na PRS podala firma Gibson a ve které šlo o kytary SingleCut, jejichž výroba musela být na nějaký čas pozastavena. Žalobu firma Gibson prohrála a výroba SC kytar se znovu rozběhla, přibyly dokonce nové modely, SC245 a SC 250.
V současné době firma PRS vyrábí přes dvacet sériových a kolem devíti Signature modelů, včetně několika modelů akustických kytar. Dále je možnost nechat si postavit nástroj na zakázku, jde o takzvaný Private Stock (obdoba Custom Shop). V Koreji probíhá v licenci PRS výroba SE modelů. Firma produkuje také kytarové zesilovače a bedny.
Kromě muzikantů jsou kytary PRS vyhledávány také sběrateli hudebních nástrojů, ačkoliv kytary PRS ještě nedosahují věku "vintage kytar", přesto jsou skvělým sběratelským artiklem, především kytary vyrobené ručně ještě před zahájením sériové výroby a speciálně kytary série Dragon, které mají na hmatníku, případně těle ornament draka, vykládaný vzácnou slonovinou, perletí a polodrahokamy. Jejich cena dosahuje i 30 000 USD. Jméno Paul Reed Smith v překladu zní jako "Pavel Rákos Kovář"

## Charakteristické znaky
Charakteristické znaky kytar PRS je možné ukázat na základním modelu produktové řady, kterým je Custom 24.
Tělo s typickým a dnes často kopírovaným double cutaway tvarem je vyrobeno z mahagonu a je opatřeno vrchní javorovou deskou s houslovým profilem. V běžném provedení je javorová deska ze dvou kusů složených jako stránky v knize (bookmatched). Většinou je deska svrchu mořená v jedné barvě. Její bok zůstává v přírodní barvě (což vytváří dojem světlého olemování). Zbytek mahagonového těla, zadní strana krku a hlava jsou mořeny jinou barvou. Všechny dřevěné části, až na hmatník, jsou lakovány průhledným vysoce lesklým lakem. Vsazený a lepený krk (set-neck) s 24 pražci je rovněž z mahagonu a má palisandrový hmatník. Dalším charakteristickým znakem je vykládání hmatníku ptáčky. Mechaniky jsou zamykací na ladících kolících a kytara je vybavena tremolem. Použité snímače jsou dva humbuckery. Kombinace snímačů se přepínají pomocí otočného pětipolohového přepínače (nejnovější specifikace z roku 2011 už otočný přepínač, často kritizovaný jako nepraktický, nepoužívá). Kytara má dále nastavení hlasitosti a tónovou clonu.
Ostatní modely přebírají alespoň některé prvky modelu Custom 24, především tvar a konstrukci těla, použití dvou snímačů typu humbucker, profil krku, tvar hlavy a oblíbenou volbu vykládání hmatníku ptáčky.

## Vývoj a inovace
Už první veřejně představený model Custom 24 je považován za další krok ve vývoji mahagonové elektrické kytary s lepeným krkem, jejímž, do té doby nejúspěšnějším představitelem, byl model Les Paul firmy Gibson . Tělo Customu 24 je výrazně lehčí než u Gibson Les Paul (celý nástroj je o více než třetinu lehčí), má výrazný houslový profil a nemá pro Les Paul typický pick guard. Nástroj má zamykací mechaniky na kolících a stabilní tremolo vlastní konstrukce (U.S. Patent 4453443). Tremolo nemá výrazně negativní vliv na sustain nástroje. Krk je užší a tenčí a má menší poloměr hmatníku. Nástroj je zvukově velice všestranný. Humbucker snímače mají vyrovnaný frekvenční charakter (např. současný snímač u krku model Vintage Bass postrádá pro Les Paul typický flétnový zvuk), je tedy možné kombinace snímačů v rozepnutém modu plnohodnotně použít (na rozdíl od Les Paulu) i na čistý zvuk. To vše bez ztráty hutnosti při zkresleném zvuku, čehož je dokladem například obliba u nu metalových hráčů jako např. Wes Borland  (Limp Bizkit), Brad Delson  (Linkin Park), Mike Mushok  (Staind), Marcos Curiel  (P.O.D.). Důraz je kladen nejen na zvuk, dokonalou funkčnost a vysokou kvalitu zpracování ale i na atraktivní vzhled (např. použití vysoce lesklých průhledných laků a dřev s výraznou kresbou nebo ozdobné vykládání krku).
PRS postupně vyvinula poměrně rozsáhlou modelovou řadu, nadále investuje do vývoje a přichází s dalšími inovacemi. Úspěšné jsou například pololubové (semiakustické) modely McCarty Hollowbody. Tělo tvarově vychází z Customu a je podstatně menší než např. u populárního Gibsonu ES-335. Kytara se vyrábí v několika provedeních a je na pololubový nástroj zvukově velmi všestranná. (lze použít i vysoký gain, viz např. metalový kytarista Emil Werstler ze skupiny Daath). Možnosti použití ještě zvyšuje vybavení piezoelektrickým snímačem a možnost kombinovat jeho zvuk s ostatními snímači. Další pokus o zvýšení zvukové variability představuje model 513. Kytara je vybavena pěti single coil snímači. Snímače jsou seskupeny tak, že odpovídající osazení humbucker, single, humbucker. Humbucker je zde nahrazen vždy dvěma nezávislými single snímači. Přepínací systém pak nabízí 13 možných kombinací zapojení snímačů (U.S. Patent 2005/0150364 A1). Firma dále vyvíjí a vylepšuje zamykací mechaniky. Postupně jsou to PRS Winged Locking Tuners, 14:1 Low Mass Locking Tuners (Phase II PRS/Schaller), PRS Phase III Locking Tuners. Firma také dále pracuje na vývoji snímačů. Velmi dobře hodnocené jsou například modely DGT, 57/08 nebo Mira. Výraznější inovací se snahou o zvuk single coil snímače s nízkou úrovní šumu je atypicky úzký humbucker 57/08 Narrowfield.

## Základní modely
- PRS Custom 22/24
- Tělo – mahagonový masiv s javorovým topem
- Krk – lepený z mahagonu, menzura 25", 22 nebo 24 pražců, 14:1 zamykací mechaniky
- Snímače – 2x humbucker HFS/Vintage Bass (Cu24) Dragon II Treble/Dragon II Bass (Cu22)
- Potenciometry – 1x volume + 1x tónová clona 5polohový otočný přepínač (Cu24) 3polohový páčkový (Cu22)
- Kobylka – PRS tremolo, nebo stoptail
- Orientační značky – Birds (set letícího ptáka), nebo Dots (tečky)
- Na přání může být kytara v provedení 10 TOP (vrchní javorová deska nejvyšší kvality)

- PRS McCarty
- Tělo – mahagonový masiv s javorovým topem (oproti Cu22/24 je tělo silnější)
- Krk – lepený z mahagonu, menzura 25" (oproti Cu22/24 je krk tlustší a má širší hmatník), 22 pražců, vintage mechaniky
- Snímače – 2x humbucker McCarty Treble/McCarty Bass
- Potenciometry – 1x volume + 1x tónová clona + 3polohový páčkový
- Kobylka – PRS stoptail
- Orientační značky – Birds (set letícího ptáka), nebo Dots (tečky)
- Na přání může být kytara v provedení 10 TOP(vrchní javorová deska nejvyšší kvality)

- PRS Ce22/24
- Tělo – mahagonový masiv s javorovým topem
- Krk – šroubovaný z javoru, menzura 25", 22 nebo 24 pražců, 14:1 zamykací mechaniky
- Snímače – 2x humbucker HFS/Vintage Bass (Ce24) Dragon II Treble/Dragon II Bass (Ce22)
- Potenciometry – 1x volume + 1x tónová clona 5polohový otočný přepínač
- Kobylka – PRS tremolo
- Orientační značky – Dots (tečky)

- PRS Standard22/24
- Tělo – celomahagonový masiv
- Krk – lepený z mahagonu, menzura 25", 22 nebo 24 pražců, 14:1 zamykací mechaniky
- Snímače – 2x humbucker HFS/Vintage Bass (St24) Dragon II Treble/Dragon II Bass (St22)
- Potenciometry – 1x volume + 1x tónová clona 3polohový otočný přepínač
- Kobylka – PRS tremolo
- Orientační značky – Birds (set letícího ptáka)

- PRS Swamp Ash Special
- Tělo – bahení jasan
- Krk – šroubovaný z javoru, menzura 25", 22 pražců, 14:1 zamykací mechaniky
- Snímače – 2x humbucker Swamp Ash 1x Seymour Duncan single coil
- Potenciometry – 1x volume + 1x tónová clona 5polohový nožový přepínač, push-pull rozpínání HB cívek
- Kobylka – PRS tremolo
- Orientační značky – Dots (tečky)

- PRS Singlecut
- Tělo – mahagonový masiv s javorovým topem
- Krk – lepený z mahagonu, menzura 25", 22 pražců, 14:1 zamykací mechaniky
- Snímače – 2x humbucker PRS Treble/PRS Bass
- Potenciometry – 2x volume, 2 tone 3polohový páčkový přepínač, 1x volume + 1x tónová clona 3polohový páčkový přepínač (SC Trem)
- Kobylka – PRS tremolo (SC Trem), nebo stoptail
- Orientační značky – Birds (set letícího ptáka), nebo Dots (tečky)
- Na přání může být kytara v provedení 10 TOP (vrchní javorová deska nejvyšší kvality)